# Artem Czornij
Artem Ołeksandrowycz Czornij, ukr. Артем Олександрович Чорній (ur. 23 października 1989 w Mikołajowie) – ukraiński piłkarz, grający na pozycji pomocnika.

## Kariera piłkarska

### Kariera klubowa
Wychowanek SDJuSzOR Mikołajów, barwy którego bronił w juniorskich mistrzostwach Ukrainy (DJuFL). Karierę piłkarską rozpoczął 21 lipca 2006 w składzie MFK Mikołajów. Na początku 2008 przeszedł do Illicziwca Mariupol, w podstawowej jedenastce którego 2 maja 2009 rozegrał pierwszy mecz w Premier-lidze. Na początku 2012 wrócił do mikołajowskiego klubu. W lutym 2014 przeszedł do FK Ołeksandrija. 5 lutego 2018 przeniósł się do Czornomorca Odessa. 8 lipca 2019 opuścił odeski klub. 9 lutego 2020 został piłkarzem Inhulca Petrowe.

## Sukcesy i odznaczenia

### Sukcesy klubowe
Illicziweć Mariupol
- mistrz Ukraińskiej Pierwszej Ligi: 2007/08

PFK Oleksandria
- mistrz Ukraińskiej Pierwszej Ligi: 2014/15